# Kostel svaté Anny (Vysoké Třebušice)
Kostel svaté Anny je římskokatolický filiální kostel zasvěcený svaté Anně ve Vysokých Třebušicích v okrese Louny. Od roku 1964 je chráněn jako kulturní památka. Stojí uprostřed křižovatky silnice II/224 a III/2247 na východním okraji vesnice.

## Stavební podoba

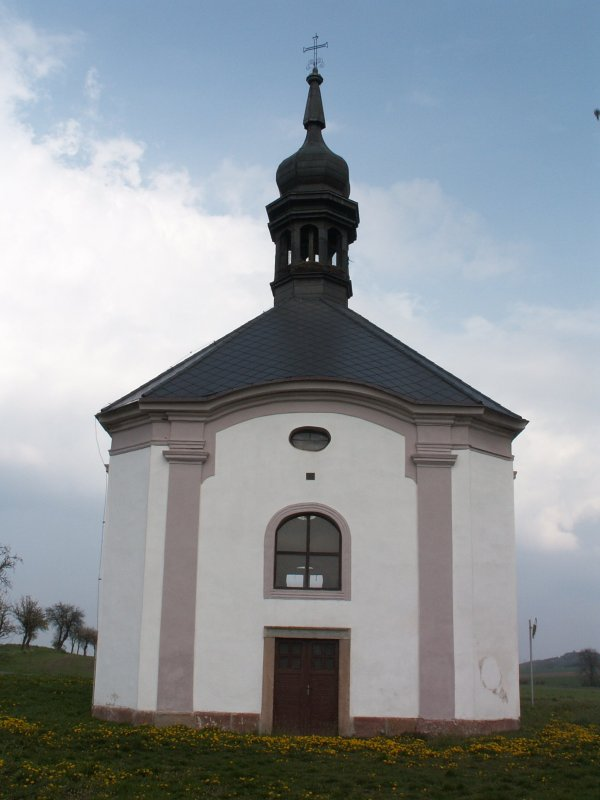
Průčelí kostela sv. Anny

Kostel byl postaven v barokním slohu v polovině 18. století. Má čtvercový půdorys se zkosenými nárožími. Fasády jsou na hlavních světových stranách členěny vždy dvěma pilastry. Vnitřek osvětlují velká lunetová okna a nad nimi menší oválná okna. Vstupní portál je na západní straně. Kostelní loď je zaklenutá kupolí a ze středu střechy vybíhá sanktusová vížka.
Uvnitř se po pravé straně nachází sakristie a bývala tu konvexně-konkávní kruchta. Portálový oltář pocházel z poloviny osmnáctého století a v rozích stály soch svatého Václava, svatého Vojtěcha, svatého Jana Nepomuckého a svatého Norberta. Po roce 1945 došlo k postupnému zničení vybavení.
Duchovní správci kostela do roku 2013 jsou uvedeni na stránce Římskokatolická farnost Veliká Ves a od roku 2013 na stránce Římskokatolická farnost – děkanství Mašťov.